# 楊宇霆
楊 宇霆（よう うてい）は、清末民初の軍人。北京政府奉天派に属した。字は麟葛。

## 生涯
日本に留学し、陸軍士官学校砲兵科を卒業した。中華民国成立後、東三省講武堂教官、陸軍部科長、奉天軍械局局長、奉天盛武将軍公署参謀長、奉天督軍公署参謀長、奉軍司令部参謀長などの職を歴任した。1921年（民国10年）、東三省巡閲使署総参議兼奉天兵工廠総弁に任命された。
1924年（民国13年）、第2次奉直戦争の際には、鎮威軍総参謀長に任命され、総司令張作霖を補佐した。この頃から、奉軍内の有力軍人である郭松齢を最大の政敵と見做し、これと対立を深めていく。奉直戦争勝利後、楊宇霆は江蘇軍務督弁に任命されたが、元直隷派の孫伝芳の攻撃を受けて（奉浙戦争）撤退した。
1925年（民国14年）11月、郭松齢が張作霖に対して兵変を起こすと、楊宇霆も郭松齢の標的とされる。そのため、楊宇霆は一時大連に逃げ込んだ。結局郭松齢は、関東軍の支援を受けた張作霖の反撃を受けて敗死している。その後、楊宇霆は東北第4軍団総司令、安国軍政府大元帥府参謀長などをつとめた。
1928年（民国17年）6月4日に張作霖が関東軍に爆殺された後は、楊宇霆は張学良と権力争いを展開している。しかし同年12月29日の易幟を経た1929年（民国18年）1月、楊宇霆は張学良に緊急逮捕され、即座に銃殺に処された。享年44。